# Chenghuang
Chenghuang (kinesiska: 城隍, 城隍乡) är en socken i Kina. Den ligger i provinsen Henan, i den centrala delen av landet, omkring 130 kilometer öster om provinshuvudstaden Zhengzhou.
Genomsnittlig årsnederbörd är 879 millimeter. Den regnigaste månaden är juli, med i genomsnitt 185 mm nederbörd, och den torraste är januari, med 6 mm nederbörd.